# Petraeovitex
Petraeovitex  é um gênero botânico da família Lamiaceae.
A autoridade científica do género é Oliv., tendo sido publicado em Hooker's Icones Plantarum 15: 142. 1883.

## Espécies
Segundo a base de dados The Plant List o género tem 14 espécies descritas das quais 8 são aceites:
- Petraeovitex bambusetorum King & Gamble
- Petraeovitex kinabaluensis Munir
- Petraeovitex membranacea Merr.
- Petraeovitex multiflora (Sm.) Merr.
- Petraeovitex scortechinii King & Gamble
- Petraeovitex sumatrana H.J.Lam
- Petraeovitex trifoliata Merr.
- Petraeovitex wolfei J.Sinclair